# Lupinus santanderensis
Lupinus santanderensis är en ärtväxtart som beskrevs av Charles Piper Smith. Lupinus santanderensis ingår i släktet lupiner, och familjen ärtväxter. Inga underarter finns listade i Catalogue of Life.